# Total de buts

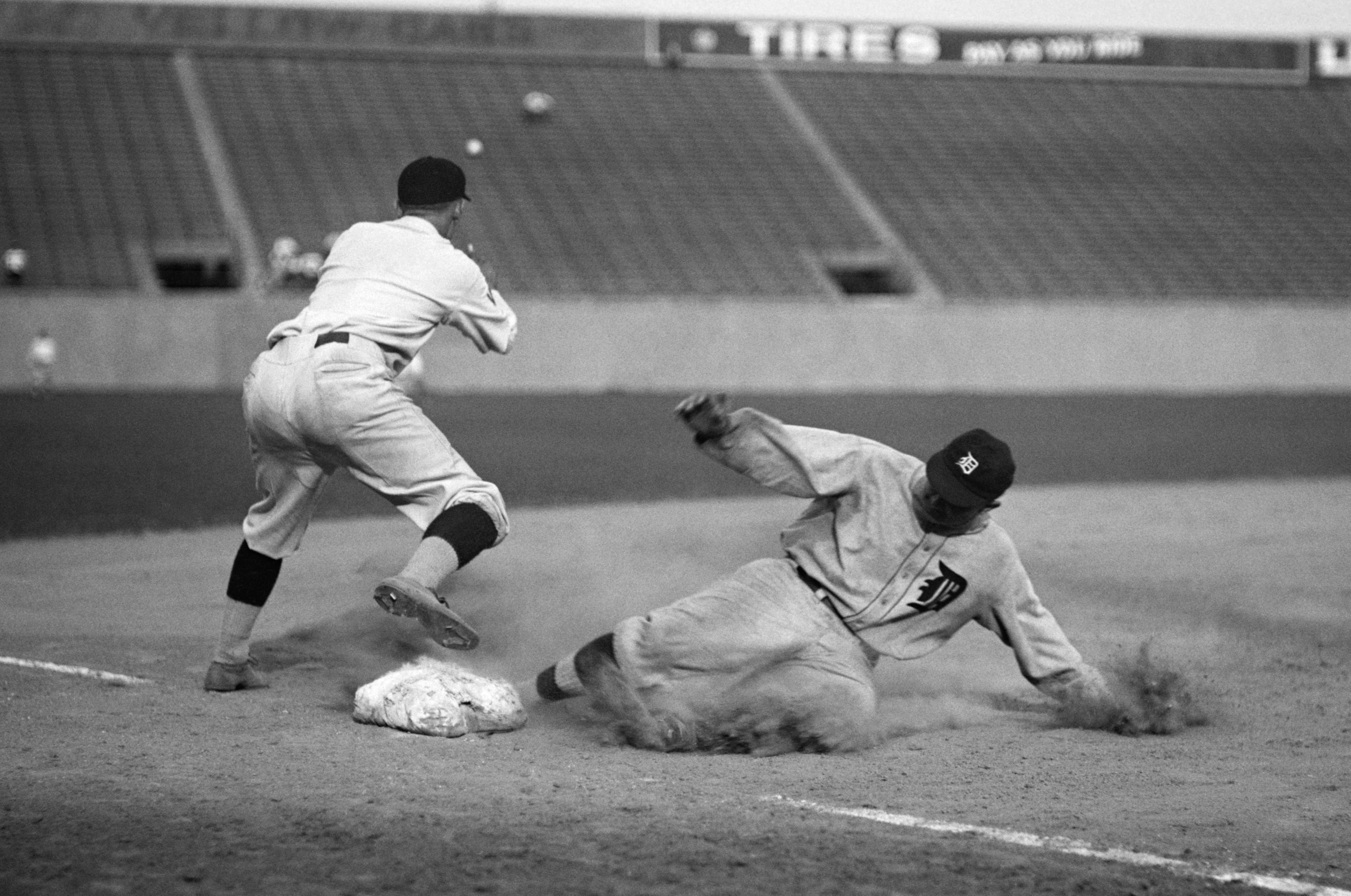
Ty Cobb, cinquième dans l'histoire pour le total de buts en carrière, complète un coup de trois buts.

Le total de buts est une statistique offensive au baseball.

## Définition
Il y a au baseball quatre types de coup sûr :
- le simple, coup sûr permettant au frappeur d'atteindre le premier but
- le double, permettant au frappeur d'atteindre le deuxième but
- le triple, permettant au frappeur d'atteindre le troisième but
- le coup de circuit, où le joueur réussit un coup de quatre buts et marque un point d'une seule frappe.

Le total de buts représente l'addition des buts et est calculé selon la formule suivante :
{\displaystyle TB={({\mathit {1B}})+(2\times {\mathit {2B}})+(3\times {\mathit {3B}})+(4\times {\mathit {HR}})}}
Le nombre de buts au total par un frappeur sert de base au calcul de sa moyenne de puissance.

## Records
Les records de la Ligue majeure de baseball pour le total de buts.
- Total de buts en une saison :

| Rang | Joueur         | Équipe                    | Total | Saison |
| ---- | -------------- | ------------------------- | ----- | ------ |
| 1    | Babe Ruth      | Yankees de New York       | 457   | 1921   |
| 2    | Rogers Hornsby | Cardinals de Saint-Louis  | 450   | 1922   |
| 3    | Lou Gehrig     | Yankees de New York       | 447   | 1927   |
| 4    | Chuck Klein    | Phillies de Philadelphie  | 445   | 1930   |
| 5    | Jimmie Foxx    | Athletics de Philadelphie | 438   | 1932   |

- Total de buts en carrière :

| Rang | Joueur      | Total | Saisons   |
| ---- | ----------- | ----- | --------- |
| 1    | Hank Aaron  | 6 856 | 1954-1976 |
| 2    | Stan Musial | 6 134 | 1941-1963 |
| 3    | Willie Mays | 6 066 | 1951-1973 |
| 4    | Barry Bonds | 5 976 | 1986-2007 |
| 5    | Ty Cobb     | 5 854 | 1905-1928 |

- En carrière, parmi les joueurs en activité après la saison 2010 :

| Rang | Joueur            | Nombre |
| ---- | ----------------- | ------ |
| 1    | Alex Rodriguez    | 5 043  |
| 2    | Jim Thome         | 4 463  |
| 3    | Iván Rodríguez    | 4 411  |
| 4    | Chipper Jones     | 4 365  |
| 5    | Vladimir Guerrero | 4 272  |